# 海ガメの約束
『海ガメの約束』（うみガメのやくそく）は、2016年公開の日本の短編映画。野口典夫監督作品。第3回（2016年）いばらきショートフィルム大賞大賞受賞作品。

## ストーリー
昭和40年代の茨城県鹿島地区が舞台。高度成長に沸く鹿島港建設と鹿島灘の漁で生計を立てようとする漁師一家。地元に伝わる海ガメの伝説と少年の成長を描く。物語は実話を元にしている。

## 登場人物
- 沢田伍郎（10）：ささきゆうた[1]
- 野村利夫（10）：古島裕大
- 高野正一（10）：田崎颯太
- 上島哲也（12）：若松拓眞
- 沢田源治（38）：小林且弥
- 田島貞子（32）：ともこ[1]
- 吉川安男（32）：青木隆治
- 永島　隆（38）：内浦純一
- 漁師の長老（80）：鈴木本一郎
- 沢田伍郎（17）：伊藤大翔
- 沢田みよ子（31）：相川七瀬（特別出演）[1]
- 伍郎の祖母（60）：研ナオコ[1]

## スタッフ
- 原案・製作総指揮：野口典夫
- 監督：倉谷宣緒
- 脚本：森田剛行
- 撮影：高橋正信
- 編集：上野聡一
- 録音：日高成幸
- 美術：鈴木伸二郎
- 音楽：西村麻聡
- 主題歌 = ｢壁の向こう｣(作詞･作曲 中村中) 研ナオコ

- 制作プロダクション：べんてんムービー（ベンテンエンタテインメント）
- 製作：CSI:TOKYO

## 受賞・ノミネート
- 2016年 第3回いばらきショートフィルム大賞 - 大賞[1]